# Эмор (недельная глава)
Недельная глава Эмор (др.-евр. אֱמֹר‬ — «Скажи») — одна из недельных глав Торы, 8-я глава книги Ваикра. Имя своё получила по первому значимому слову текста, содержит стихи с 21:1 по 24:23.

## Краткое содержание главы
Глава начинается с запретов для коэнов (прикосновение к трупам, женитьба на разведённой и др.).
Далее, описаны определённые ограничения на жертвоприношения и описания праздников.
В конце главы описывается эпизод конфликта между израильтянином и «сыном израильтянки и египтянина», который оскорблял имя Бога. За этот грех он был забит камнями.
В заключение приводятся законы о наказаниях за убийство, причинение увечья и нанесения ущерба имуществу:

перелом за перелом, око за око, зуб за зуб: какое увечье нанесет он человеку, такое же должно быть нанесено ему.— http://www.machanaim.org/tanach/c-vaikra/indc08_4.htm
.

## Гафтара
Читают из книги Иезекииля 44:15-31.